# Tevel, Tolna
Tevel  este un sat în districtul Bonyhád, județul Tolna, Ungaria, având o populație de 1.474 de locuitori (2011). 

## Demografie
Componența etnică a satului Tevel
     Maghiari (85,37%)
     Germani (10,83%)
     Romi (3,23%)
     Necunoscut (0,56%)
     Alții (0,56%)
Componența confesională a satului Tevel
     Romano-catolici (64,72%)
     Fără religie (5,5%)
     Reformați (1,83%)
     Luterani (1,42%)
     Necunoscută (26,53%)
     Alte religii (0,34%)
Conform recensământului din 2011, satul Tevel avea 1.474 de locuitori. Din punct de vedere etnic, majoritatea locuitorilor (85,37%) erau maghiari, existând și minorități de germani (10,83%) și romi (3,23%). Apartenența etnică nu este cunoscută în cazul a 0,56% din locuitori.  Din punct de vedere confesional, majoritatea locuitorilor (64,72%) erau romano-catolici, existând și minorități de persoane fără religie (5,5%), reformați (1,83%) și luterani (1,42%). Pentru 26,53% din locuitori nu este cunoscută apartenența confesională.